# 石田浜海水浴場
石田浜海水浴場（いしだはまかいすいよくじょう）は、富山県黒部市の石田浜にある海水浴場である。この項目では、海水浴場周辺に整備された施設である黒部市（石田）フィッシャリーナ、大島キャンプ場などについても述べる。

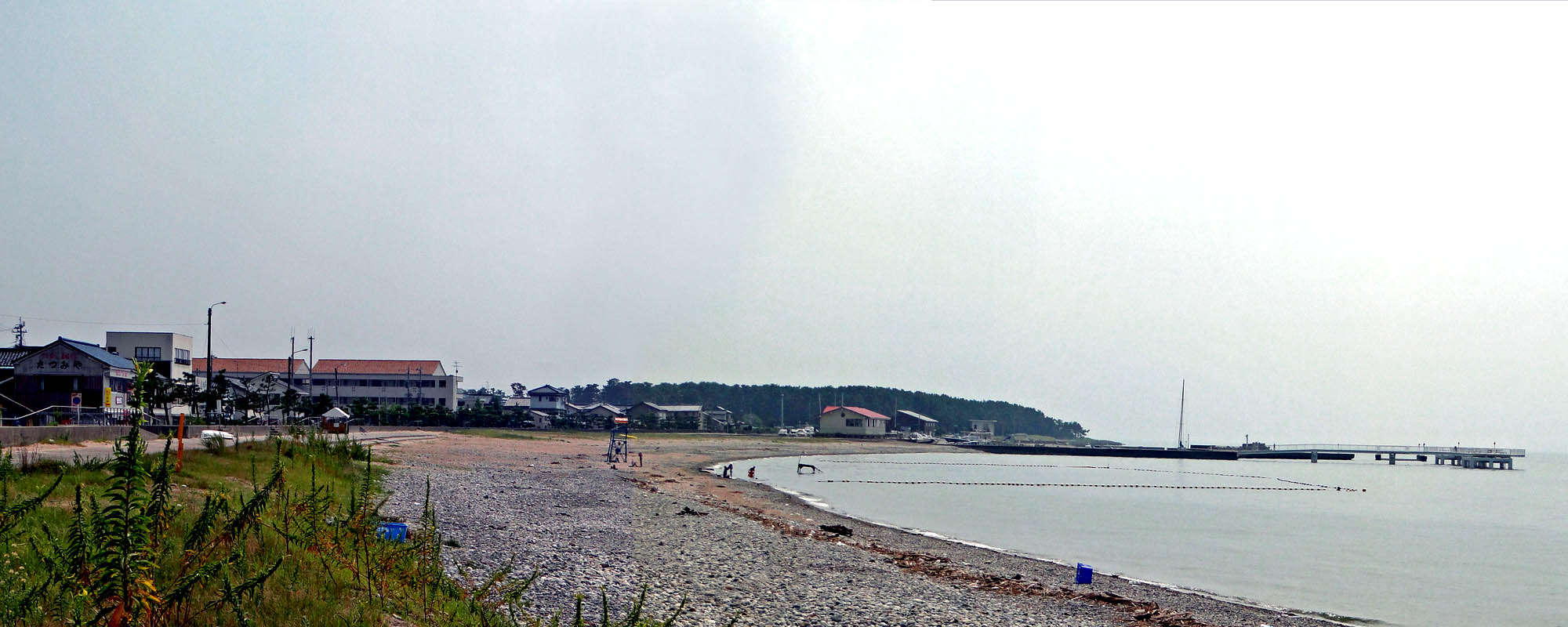
石田浜海水浴場、フィッシャリーナ、丁字型釣り桟橋

## 概要
現在の海水浴場は、1930年（昭和5年）夏、黒部鉄道（後に富山地方鉄道に合併）によって整備開設されたものである。
白い砂浜と松林が美しい海水浴場。隣接する魚津市や入善町の海岸は離岸堤や防波堤によって浜辺が狭く、海水浴場がないためか、夏場になると多くの観光客が訪れる。

## 周辺の施設

### 黒部市（石田）フィッシャリーナ

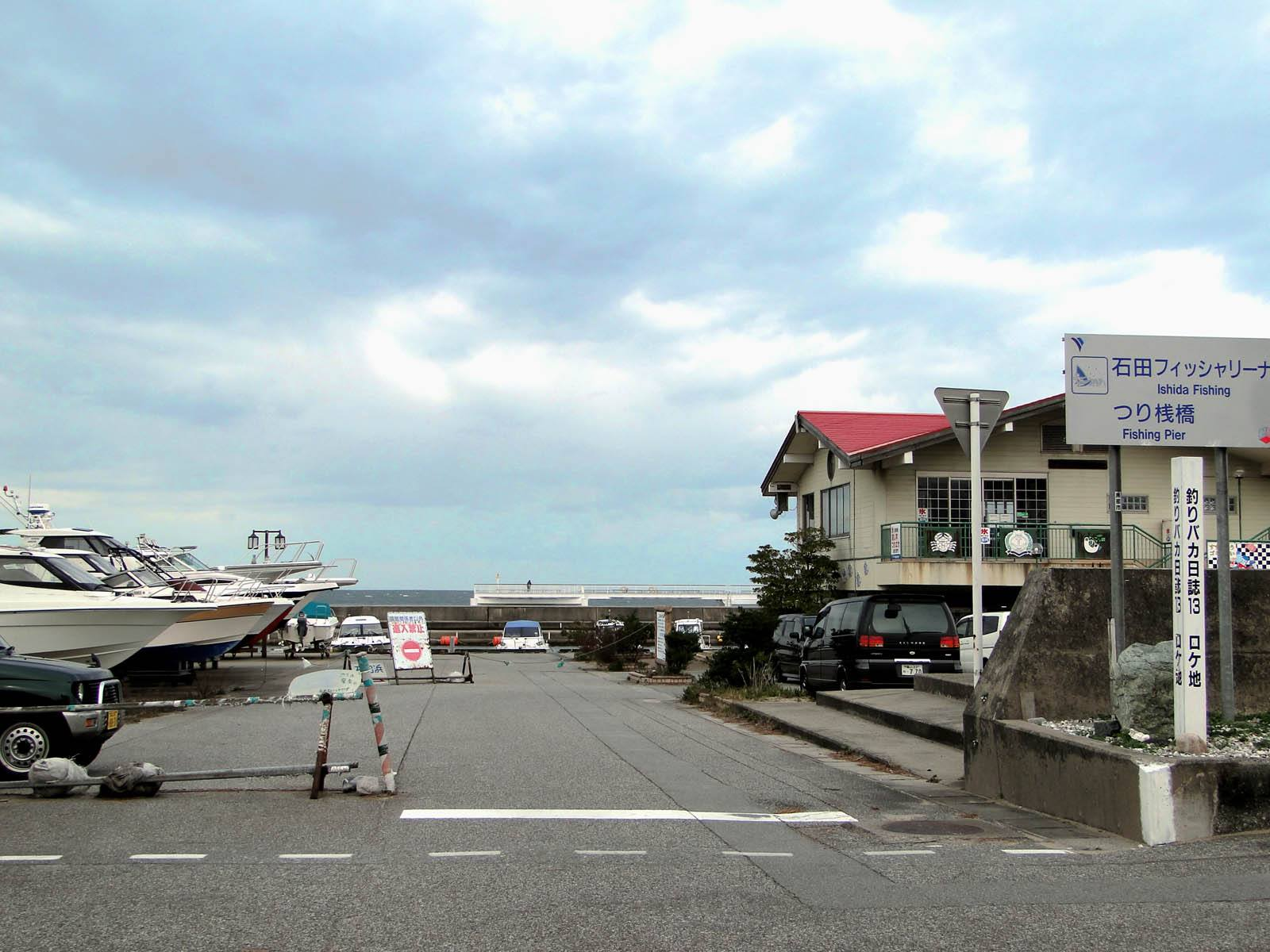
石田フィッシャーリーナ

1987年から総事業費5億9000万円かけて整備され、1992年10月20日に竣工した富山県内初の公共マリーナ。陸と海を含めた総面積約1万m2、長さ180mの防波堤で囲まれた5,700m2の泊地を備え、ヨット、モーターボートなど約110隻が収容できるボートヤード（1,700m2）やセミナーハウス（2階建て、延べ約320m2）などがある。
1994年4月25日に竣工した釣り桟橋は、50mの渡り桟橋で結ばれ、長さ77m、幅5m、海面からの高さ3m、桟橋の両端に六角形の釣り台が設けられ、一度に120人が釣りを楽しめるスペースを持つ。

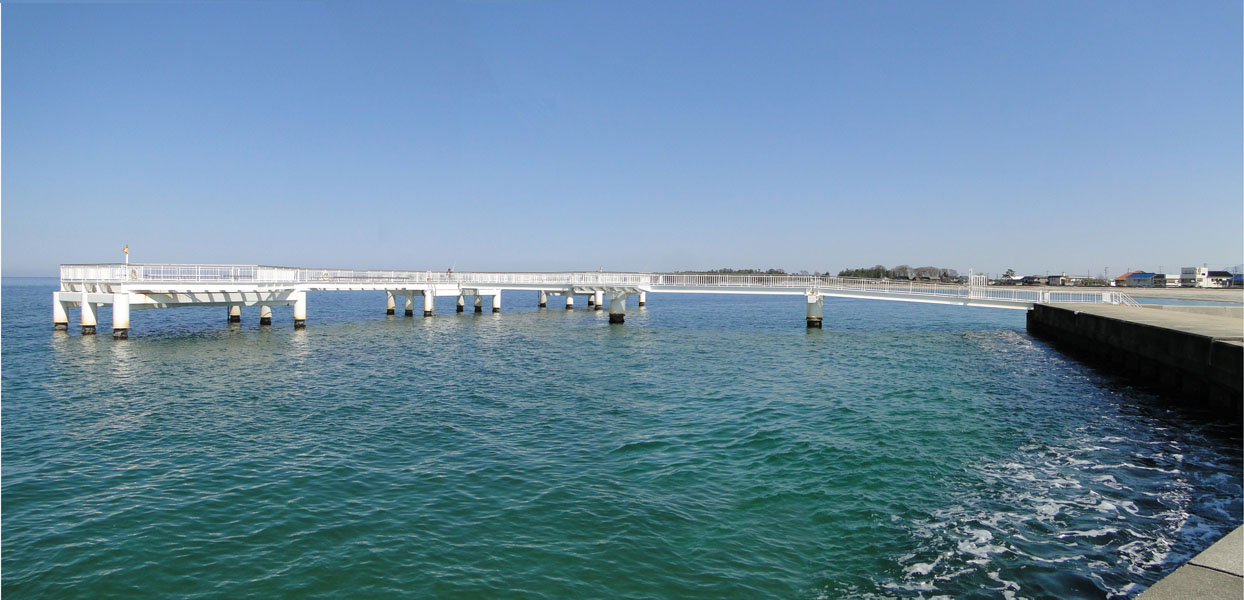
釣り桟橋

1998年4月には浮き桟橋（一時停泊などのビジター用幅1.5m長さ10m1基、一般用の幅1m長さ10m2基および幅0.6m長さ6m3基、いずれも特殊合成樹脂製）が設置された。
2022年3月、セミナーハウスが平屋建てに建て替えられた。

### 石田漁港

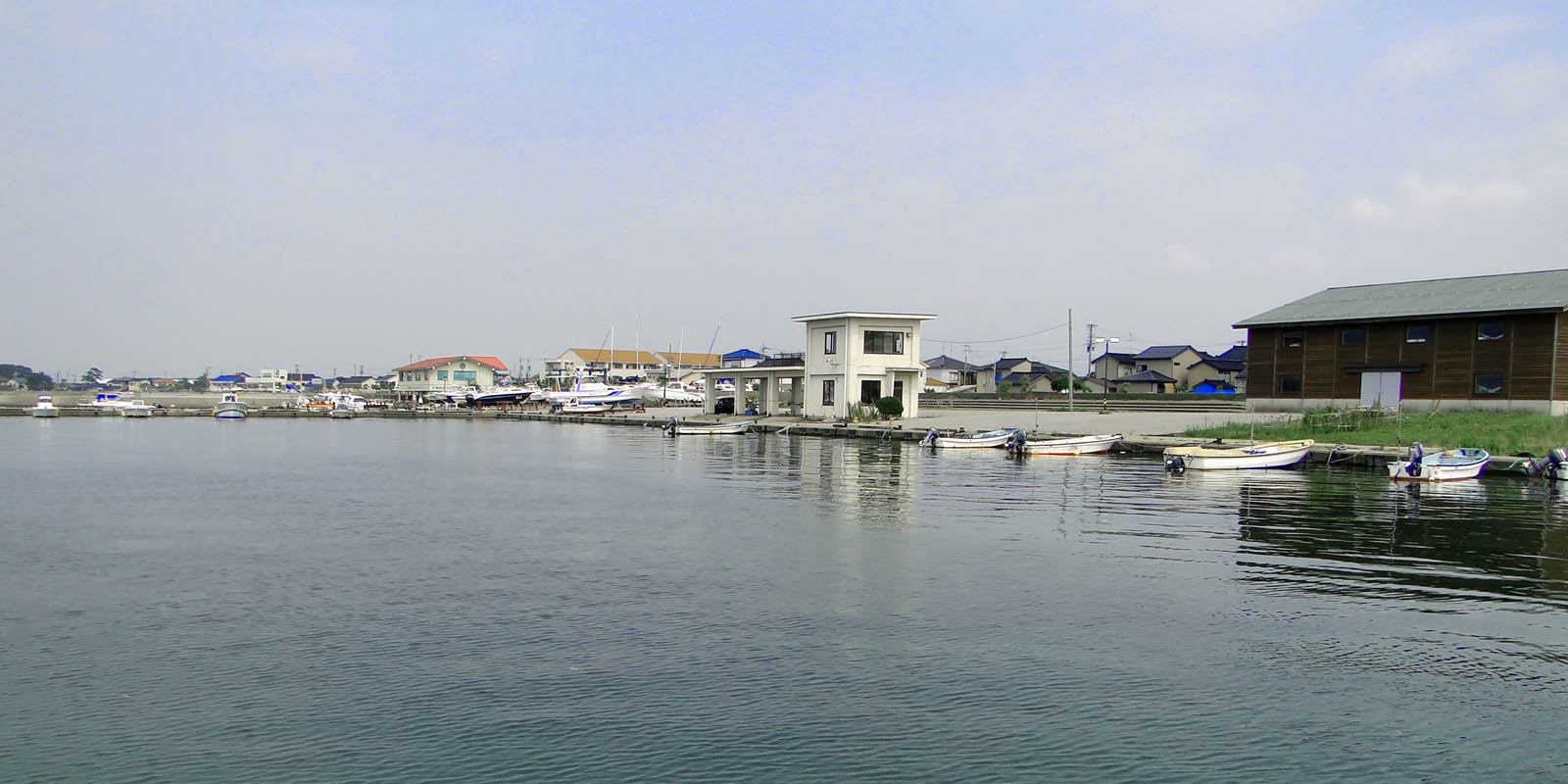
石田漁港

黒部市が管理する石田漁港 （いしだぎょこう）がフィッシャーリーナ西側にある。第1種漁港。
詳細は『石田漁港』を参照。

### 大島キャンプ場
海岸は護岸堤の整備が進んでいる。石田漁港の西側の黒瀬川と片貝川の間の松林（防風・防砂林）にあるキャンプ場。付近に農林漁業体験実習館がある。

### おおしまパークゴルフ場

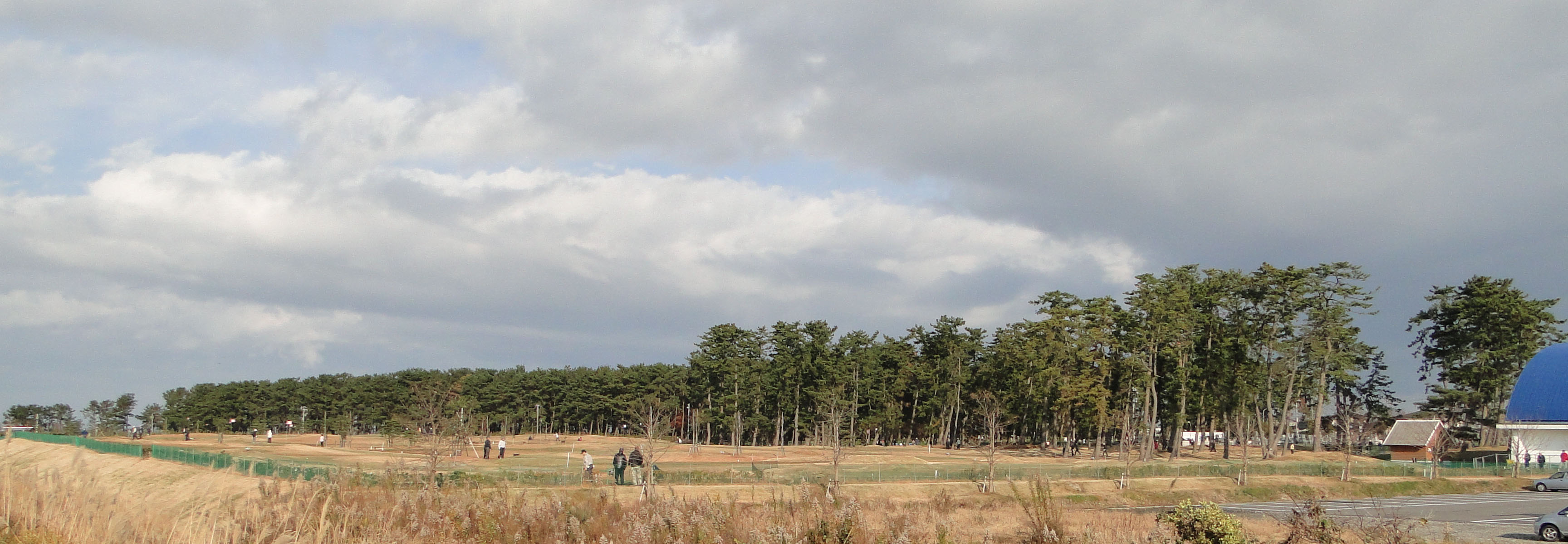
おおしまパークゴルフ場、防風林内は大島キャンプ場

農林漁業体験実習館と大島海岸、布施川の間の農地を廃して2009年に完成したパークゴルフ場。国際パークゴルフ協会公認であるため、多くの大会が行われ多くの利用者が押し寄せている。

### 黒瀬川河口
黒瀬川は黒部川の支流である。河口両岸の整備に伴い桜並木が一度全撤去された。その後に公園が作られ桜の植樹がされている。ここは昔から係留されたボート群が名物である。

## 備考
- 予約にて地曳網の体験も可能。

## 交通アクセス
- 富山地方鉄道本線電鉄石田駅より徒歩15～20分
- 北陸自動車道黒部ICより車で約20分

## ギャラリー

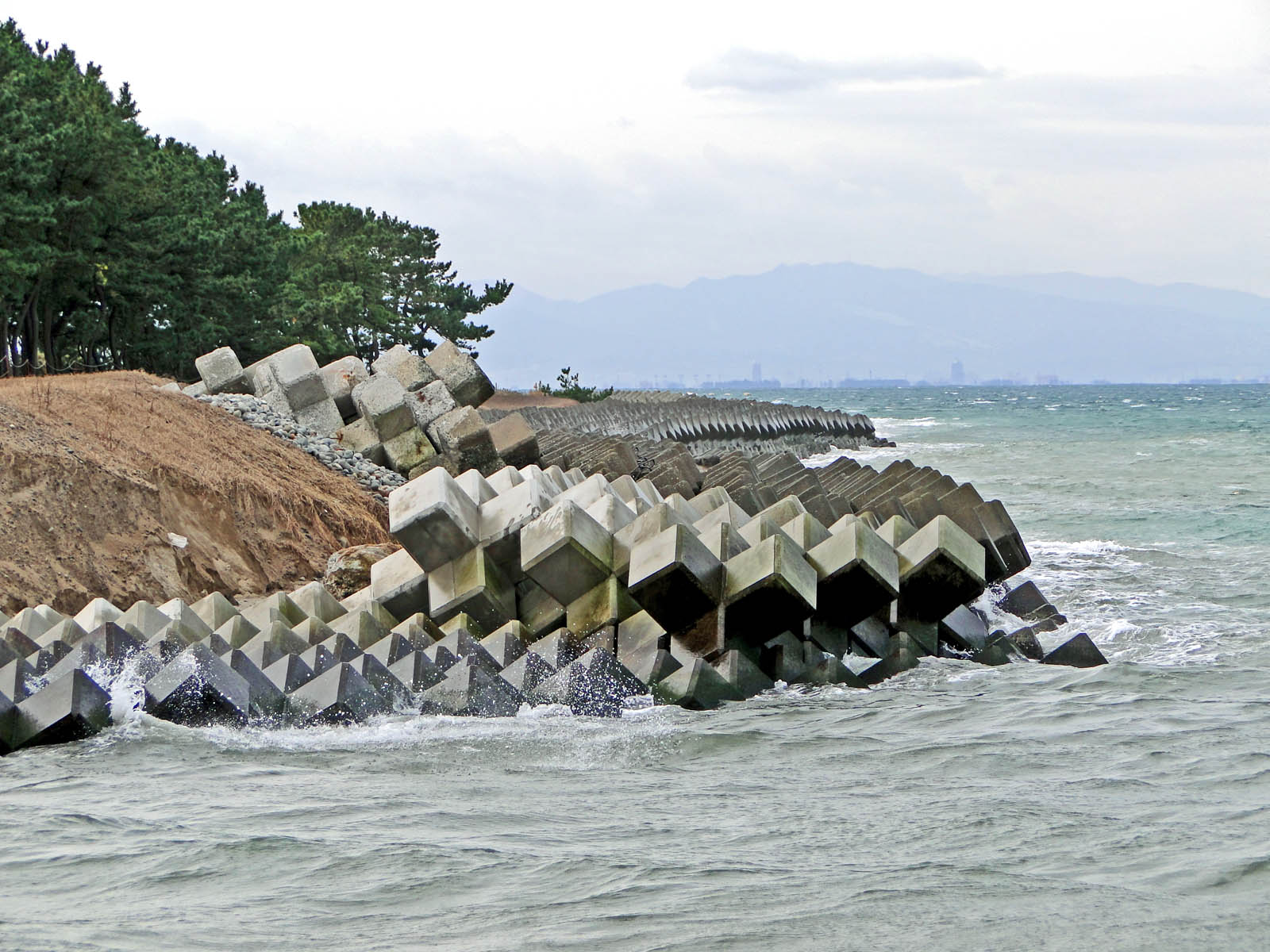
黒瀬川河口より大島海岸
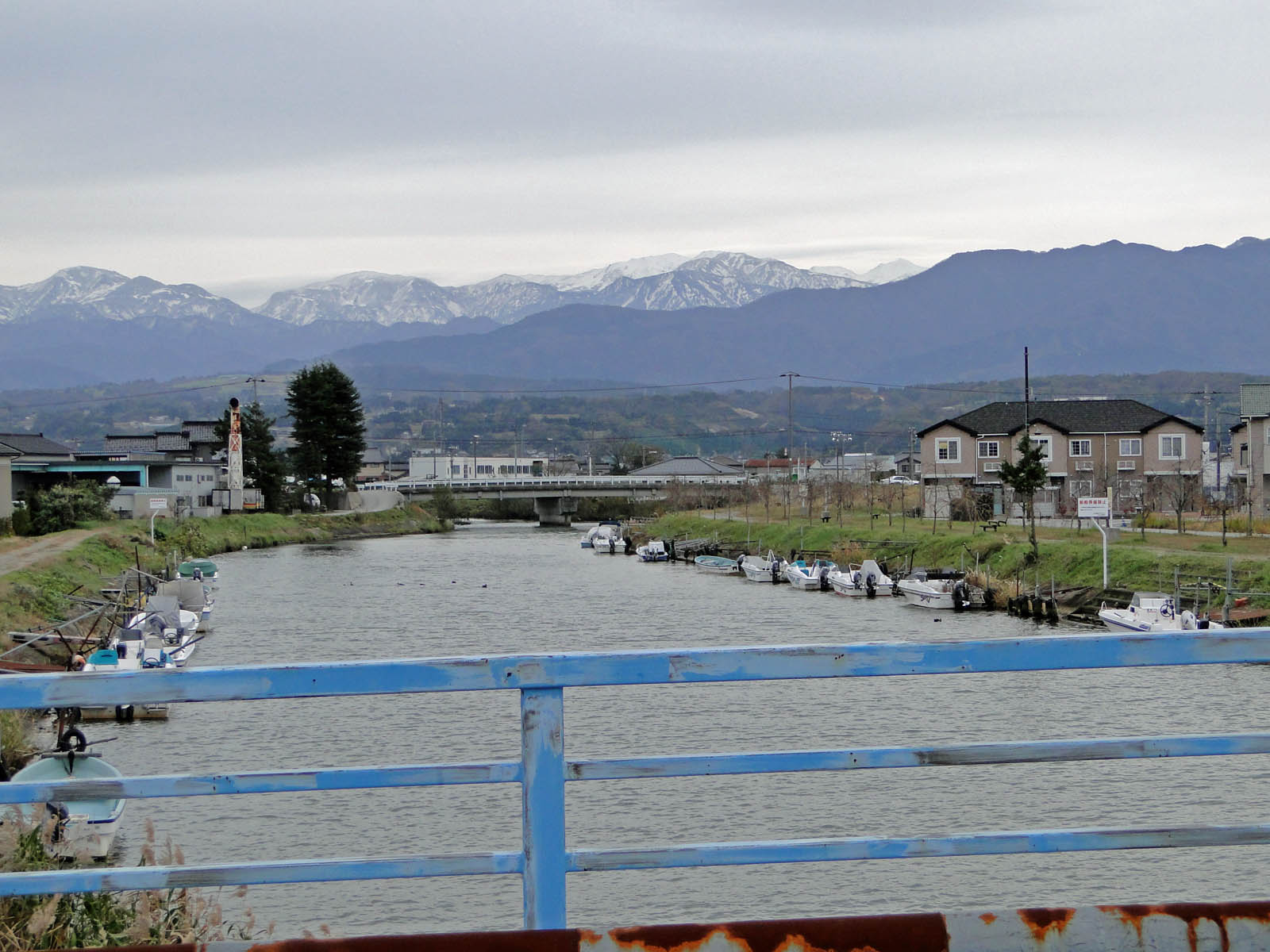
黒瀬川河口上流側